# Kriegerdenkmal Merzien
Das Kriegerdenkmal Merzien ist ein denkmalgeschütztes Kriegerdenkmal im Ortsteil Merzien der Stadt Köthen in Sachsen-Anhalt. Im örtlichen Denkmalverzeichnis ist es mit der Erfassungsnummer 094 70691 als Baudenkmal verzeichnet.

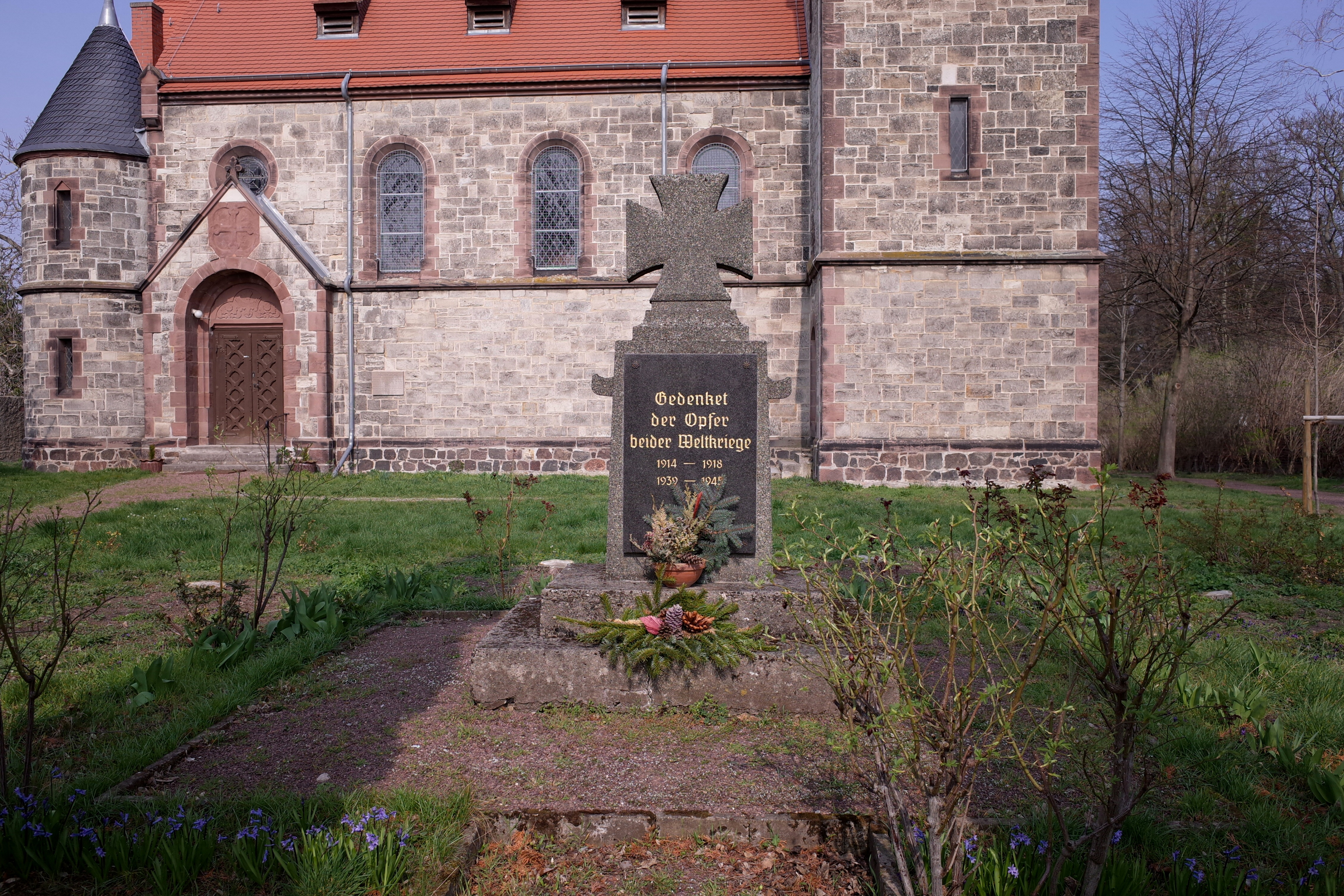
Kriegerdenkmal auf dem ehemaligen Friedhof bei der Kirche

## Allgemeines
Das Kriegerdenkmal in Merzien befindet sich auf dem Gelände der Kirche des Ortes in der Straße der Thälmannpioniere. Es handelt sich dabei um einen Grabstein mit einer Inschrift zum Gedenken an die gefallenen Soldaten des Ersten Weltkriegs und des Zweiten Weltkriegs. Gekrönt wird es von einem Eisernen Kreuz.